# Chov koně Převalského v Zoo Praha
Chov koně Převalského má v Zoo Praha tradici již od 30. let 20. století. Roku 1959 byla pražská zoologická zahrada pověřená také vedením plemenné knihy tohoto druhu. Od zahájení chovu se V Praze narodilo více než 250 mláďat.

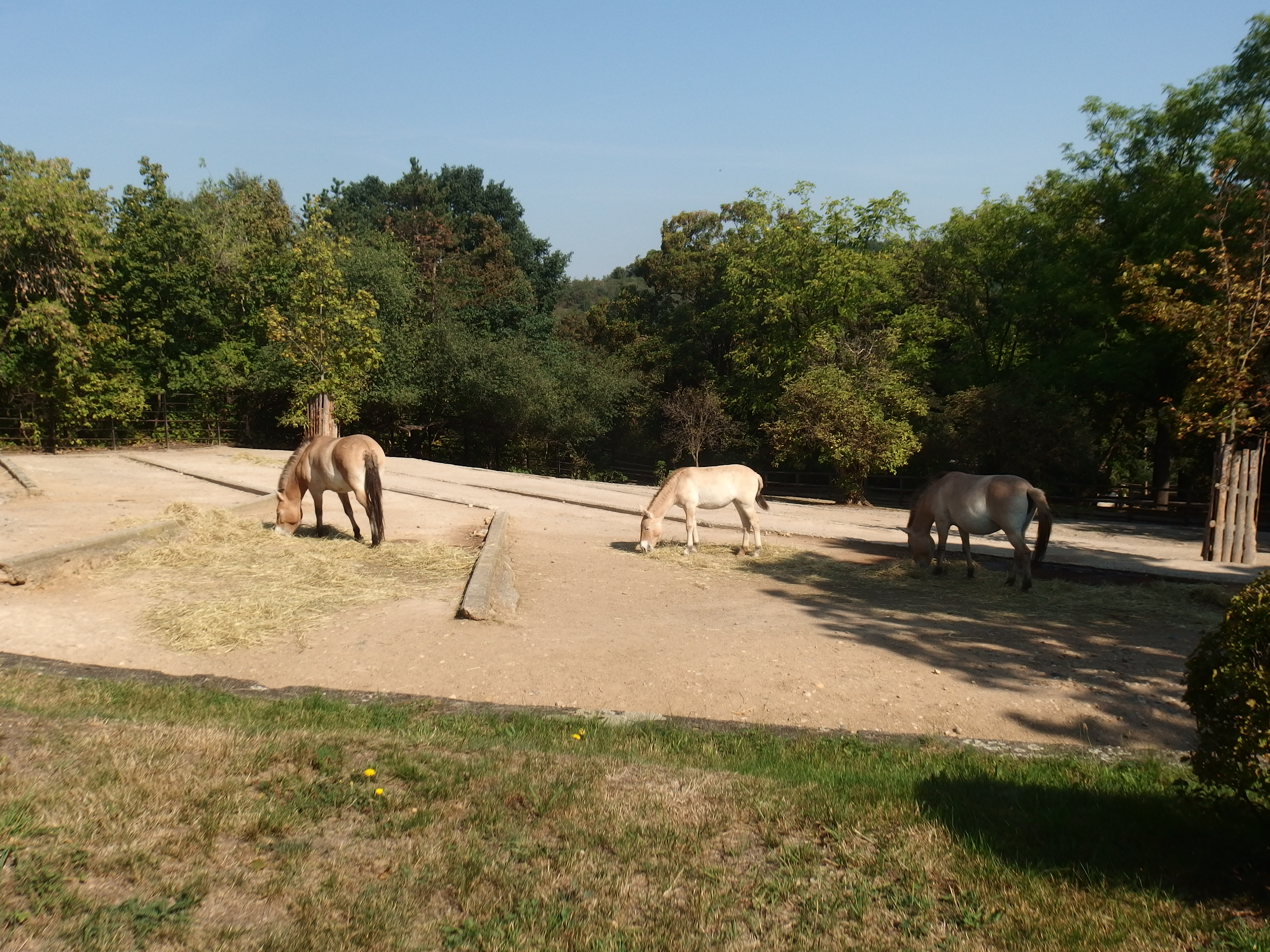
Koně Převalského v Zoo Praha před výstavbou pavilonu Gobi

V rámci programu Pomáháme jim přežít pak zoo organizuje reintrodukci koní Převalského v Mongolsku a od roku 2024 také v Kazachstánu. Tento druh totiž z volné přírody zmizel v 60. letech 20. století. Za činnost v oblasti záchrany divokých koní získala zoo ocenění WAZA Conservation Award.
V roce 2024 byl otevřen nový pavilon pojmenovaný Gobi podle mongolské pouště, do níž jsou vypouštěni koně Převalského z pražské zoo. V tomto pavilonu, jenž nahradil původní a zastaralý objekt, kromě koní Převalského žijí i další druhy pocházející z pouště Gobi, například hroznýšek tatarský. Během výstavby pavilonu se koně Převalského nově zabydleli ve výběhu na Dívčích hradech, kde je mohou lidé pozorovat z vyvýšené plošiny. Zoo Praha také provozuje chovnou stanici v Dolním Dobřejově, který je svým klimatem (nachází se v takzvané české Sibiři) vhodný pro částečnou aklimatizaci koní.

## Historie chovu
První koně Převalského, samec Ali a samice Minka, byli do pražské zoo získáni roku 1932. Konkrétně 4. října toho roku byli přepraveni z Uhříněvsi, kam byli o několik let před tím zakoupeni Německa. Samici se v zoo záhy narodila mláďata. Roku 1959 pak byla pražská zoologická zahrada pověřena vedením celosvětové plemenné knihy tohoto druhu.
Významným okamžikem byl také rok 2011, kdy byli v červnu z Prahy převezeni do Mongolska první koně Převalského. Převoz se uskutečnil letecky vojenským speciálem CASA.

## Chov po roce 2017
Na konci roku 2017 bylo chováno 37 koní, z toho 7 přímo v zoo v Praze-Tróji, 30 jedinců pak v Chovné a aklimatizační stanici Zoo Praha v Dolním Dobřejově.
Jedno z posledních mláďat se v Praze narodilo na konci května 2018 – jednalo se o samce a šlo o 236. pražské mládě. 4. 6. 2018 přišel do Zoo Praha nový samec z dánské Zoo Givskud. V pondělí 16. 7. 2018 přišla na svět klisna s pořadovým číslem 237 – první mládě klisny Wandy. Ve čtvrtek 25. 10. 2018 se narodilo další mládě, tentokrát samici Haře a samci Lenovi. V průběhu roku 2018 se tak narodila čtyři mláďata (dva samci a dvě samice). Ke konci roku 2018 tak bylo chováno 40 jedinců: 13 hřebců a 27 klisen.
V listopadu 2019 byla dovezena samice z Tierparku Berlin v Německu. V prosinci 2019 byla přivezena další klisna – tentokrát z belgické zoo Parc Animalier du Domaine des Grottes de Han. V dubnu 2020 se narodila dvě mláďata. Nejprve 10. 4. přišla na svět samice v Dolním Dobřejově, jejímž otcem se stal nový samec Cam a matkou Warsa, jejíž dvě mláďata byla v minulosti převezena do Mongolska v rámci projektu Návrat divokých koní. 21. 4. 2020 přišel na svět sameček přímo v areálu Zoo Praha –⁠ otcem geneticky cenný samec Len, v pořadí sedmé mládě klisny Hary. Také v tomto případě dvě z mláďat této klisny se stala součástí repatriačního projektu Návrat divokých koní.  25. 5. 2020 se narodil samec. V srpnu 2020 došlo k dovozu klisny z belgické zoo Parc Animalier - Grottes de Han, Han-sur-Lesse.
Výběh koní Převalského se nachází v horní části zoo u horní stanice lanovky a je součástí expoziční celku Pláně. U výběhu se nachází stylová mongolská jurta, v níž se konají tematické výstavy odkazující na Mongolsko, koně Převalského a ochranářské aktivity. V neděli 17. června 2018 došlo k vernisáži výstavy "Fauna Mongolska". V létě 2019 se konala další výstava, tentokrát zachycující tři významná výročí spojená s koněm Převalského: 180 let od narození ruského geografa a cestovatele Nikolaje Prževalskeho, 120 let od prvního transportu do Evropy a zároveň 60 let od prvního mezinárodního sympózia věnovaného právě tomuto druhu a jeho záchraně. Toto odborné setkání se v roce 1959 uskutečnilo v Praze (více viz Záchrana a reintrodukce koně Převalského).
Zoo Praha se díky úspěšným odchovům a dlouhodobé mezinárodní prestiži podílí na reintrodukci koně Převalského do Mongolska – projekt Návrat divokých koní.
V roce 2024 proběhl první transport sedmi koní na území Kazachstánu. V roce 2025 dorazilo do Kazachstánu dalších sedm koní a koně z předchozího transportu byli vypuštěni z aklimatizační ohrady k volnému životu ve Zlaté stepi. Přesun čtyř koní mezi Dolním Dobřejovem a pražským letištěm nečekaně zkomplikoval hřebece Wisky, kterému se podařilo uvolnit horní část transportní bedny a opustit přepravník na frekventovanou silnici Pražského okruhu. Mimořádně vážnou situaci pracovníci Zoo Praha úspěšně vyřešili a kůň Wisky byl v pořádku přesunut do výběhu v Troji. Po čase byl Wisky vrácen zpět do stáda v Dolním Dobřejově.

## Dívčí hrady
Na podzim 2018 se začal budovat výběh pro koně Převalského na pražských Dívčích hradech.
Koně Převalského obydleli Dívčí hrady nad pražským Smíchovem v dubnu 2021. Smyslem projektu je nejen oživit historickou lokalitu, ale také za pomoci spásání travního porostu přispět k tomu, aby zde v budoucnu opět prosperovala původní společenstva rostlin a živočichů. V létě 2024 vypustili zoologové v rámci záchranného programu AOPK ČR na lokalitě 30 vybraných jedinců sysla obecného, pocházející z populace žijící v areálu pražské zoologické zahrady. Pro sysla je pastvina velkých kopytníků typickým přirozeným biotopem.
V červnu 2023 se ve stádě na Dívčích hradech narodilo první hříbě. V souvislosti s plánovanými transporty koní zpět do volné mongolské přírody se během jara roku 2025 narodila na Dívčích hradech rovnou 4 hříbata, čímž tato skupina nabízí jedinečnou podívanou. Hříbata narozená v roce 2025 mají jména od písmene D a pro přírůstky v této skupině požádala Zoo Praha o návrhy jmen mongolskou veřejnost: Klisnička se jmenuje Delgermá - plodná. Hřebečci mají jména Darchan - nedotknutelný, Dagšin - posvátný,a Dajan, jehož jméno má význam všemohoucí nebo nověji globální. Kmotry těchto hříbat, která se v budoucnu mohou stát u zrodu nové mongolské volně žijícící populace, se stali zpěváci skupiny 4 Tenoři.

## PavilonGobi
Nový areál byl otevřený v březnu 2024 při zahájení 93. sezony pražské zoo za účasti prezidenta ČR Petra Pavla a zástupců mongolského státu Na ploše 6 500 m2 představuje na tradičním místě u horní stanice lanovky kromě ikonických koní Převalského také výběr drobných druhů asijských polopouští a stepí. Návštěvnické prostory zahrnují více vyhlídek do hlavního výběhu koní, jurtu a ukázku přírodní oblasti Planoucí útesy s kostmi dinosaurů. Součástí jsou také nové expozice kočkovitých šelem manulů.
Členové stáda koně Převalského v roce 2025:
- GRANOLA: devítiletý hřebec z belgického chovu, otec Barunky - prvního hříběte ze stáda na Dívčích hradech
- VICTORIE II: sedmiletá klisna narozená v Dolním Dobřejově jako 235. přírůstek v pražském chovu
- DAGINA: v překladu z mongolštiny "Nebeská víla" - první hříbě narozené v nové expozici 27. února 2025 (matka Victorie II), v plemenné knize hříbě číslo 7 000[39][40]
- KONNI: desetiletá klisna z chovu Tierpark Berlin, od roku 2016 v Dolním Dobřejově, v expozici Gobi může mít prvního potomka
- XICARA: pětiletá klisna narozená přímo v Zoo Praha jako 238. hříbě v historii, geneticky velmi cenná klisna, po pobytu v stádě na Dívčích hradech přesunuta k chovnému samci[41]

V terarijní části pavilonu jsou vystaveny drobnější druhy a také se v ní nachází výstava o úspěšném projektu Návrat divokých koní. Konkrétně jsou zde vystaveny druhy:
- hroznýšek tatarský (Eryx tataricus) - předobraz olgoje chorchoje[42]
- agamka různobarvá (Phrynocephalus helioscopus varius)
- agamka Převalského (Phrynocephalus przewalskii) [43]
- paještěrka Převalského (Eremias przewalskii) [44]
- ježek ušatý (Hemiechinus auritus)[45]
- pískomil mongolský (Meriones unguiculatus)[46]
- pestruška písečná (Lagurus lagurus) [47]
- křečík Roborovského (Phodopus roborovskii)[48]
- šváb lékařský (Eupolyphaga sinensis)[49]

- štír Martensův (Olivierus martensii) [50]

- gekon Převalského (Teratoscincus przewalskii), který spolu s agamkou Převalského a paještěrkou Převalského popsal generál Nikolaj Michajlovič Prževalskij,[41]
- křečík Roborovského (Phodopus roborowskii) a hýl tibetský (Carpodacus roborowskii) popsané generálem Vsevolodem Ivanovičem Roborovským.